# Сергельсторг
59°19′57″ пн. ш. 18°03′52″ сх. д. / 59.3325° пн. ш. 18.064444444444° сх. д.
Сергельсторг (швед. Sergels torg — площа Сергеля) — велика площа у центрі Стокгольма, названа на честь архітектора Югана Тобіас Сергеля.  Створено під час реконструкції Норрмальму в 1960-ті роки.

## Опис
Площа витягнута із заходу на схід і складається з трьох частин.
- Поглиблена пішохідна площа з трикутниками, що отримала прізвисько Платтан  — «пластина», з широкими сходами, що веде на вулицю Дроттнінггатан[en], що сполучається на півдні зі Старим містом і на півночі з вулицею Кунгсгатан[en].
- У центрі площі височить 38-метрова скляна колона скульптора Едвіна Ерстрема[en] Кристал[sv]. Цей простір із трьох сторін оточений трьома головними вулицями.
- На північ від цього рогу вулиць знаходиться інший невеликий простір, від якого починаються 5 будівель Hötorget buildings[en].

На півдні до площі примикає Культурний центр, де знаходиться Стокгольмський міський театр, поруч знаходиться будівля банку Швеції і за ним площа Брункебергсторг.
Від площі Сергельсторг починається вулиця Кларабергсгатан — головна вулиця в окрузі Нормальм.